# Colombia (Manizales)
Colombia es uno de los siete corregimiento que comprenden al municipio de Manizales. Posee una sola vereda. Limita con los corregimientos de El Remanso y Cristalina; y con los municipios de Palestina, Neira y Anserma.

## División
El corregimiento está compuesto solamente por un centro poblado y vereda :
| - Colombia km 41 |